# Ломно (Вармінсько-Мазурське воєводство)
Ломно (пол. Łomno, нім. Lomno) — село в Польщі, у гміні Яново Нідзицького повіту Вармінсько-Мазурського воєводства.
Населення — 11 осіб (2011).
У 1975–1998 роках село належало до Ольштинського воєводства.

## Демографія
Демографічна структура станом на 31 березня 2011 року:
|          | Загалом | Допрацездатний вік | Працездатний вік | Постпрацездатний вік |
| -------- | ------- | ------------------ | ---------------- | -------------------- |
| Чоловіки | 9       | 1                  | 8                | 0                    |
| Жінки    | 2       | 0                  | 2                | 0                    |
| Разом    | 11      | 1                  | 10               | 0                    |